# T-carrier
En télécommunications, T-carrier est la désignation d'un système générique de télécommunication numérique multiplexé sur lignes fixes, originellement développé par Bell Labs et utilisé en Amérique du Nord et au Japon.
L'unité de base dans le système T-carrier est le DS0 qui a un débit de transmission de 64 kbit/s, et est couramment utilisé pour un circuit voix.
Le système E-carrier, où « E » signifie Européen, est incompatible et était utilisé partout dans le monde en dehors du Japon, du Canada et des États-Unis.

## T1
Cette technique consiste à multiplexer le débit de plusieurs canaux sur des liens numériques du réseau téléphonique utilisant deux paires de fils.
Grâce à cette technique, il est possible d’atteindre un débit de 1,544 Mbit/s dans les 2 sens sur deux paires torsadées. Il est possible que le débit puisse tomber à 384 kbit/s par exemple en fonction de la qualité de la ligne et de la distance de la ligne sur le dernier kilomètre (entre 3 et 7 km suivant le diamètre des fils, respectivement entre 0,4 mm et 0,8 mm).
Les circuits T2 et T3 transportent plusieurs canaux T1 multiplexés, permettant d'atteindre des débits jusqu’à 44,736 Mbit/s.
On suppose que le débit de 1,544 Mbit/s a été choisi empiriquement. Les tests menés par AT&T Long Lines à Chicago étaient réalisés sur des circuits enterrés et les parties terminales étaient situées à 6 600 pieds l'une de l'autre. La vitesse du circuit a donc été augmentée jusqu’à ce que le taux de perte soit inacceptable, puis réduite pour garder une marge.
| T-Carrier Systems                           | Amérique du Nord                    | Japon                                          | Europe                        |
| ------------------------------------------- | ----------------------------------- | ---------------------------------------------- | ----------------------------- |
| Niveau 0 (débit du canal)                   | 64 kbit/s (DS0)                     | 64 kbit/s                                      | 64 kbit/s                     |
| Niveau 1                                    | 1,544 Mbit/s (DS1) (24 canaux) (T1) | 1,544 Mbit/s (24 c.)                           | 2,048 Mbit/s (32 c.) (E1)     |
| Niveau intermédiaire (États-Unis seulement) | 3,152 Mbit/s (DS1C) (48 c.)         | -                                              | -                             |
| Niveau deux                                 | 6,312 Mbit/s (DS2) (96 c.)          | 6,312 Mbit/s (96 c.), ou 7,786 Mbit/s (120 c.) | 8,448 Mbit/s (128 c.) (E2)    |
| Niveau trois                                | 44,736 Mbit/s (DS3) (672 c.) (T3)   | 32,064 Mbit/s (480 c.)                         | 34,368 Mbit/s (512 c.) (E3)   |
| Niveau quatre                               | 274,176 Mbit/s (DS4) (4032 c.)      | 97,728 Mbit/s (1440 c.)                        | 139,268 Mbit/s (2048 c.) (E4) |
| Niveau cinq                                 | 400,352 Mbit/s (5760 c.)            | 565,148 Mbit/s (8192 c.)                       | 565,148 Mbit/s (8192 c.) (E5) |

### Explication du T1 de la hiérarchie numérique nord-américaine
Couramment pour un téléphone, la bande passante dédiée est de 300 Hz à 3,4 kHz.
Pour chaque bande passante, l'échantillonnage se fait au rythme de 8000 fois par seconde (8 kHz)
1/8000e de seconde = 125 µs
De plus, chaque échantillon pour un signal audio (300 Hz à 3,4 kHz) est codé sur 8 bits.
Donc, pour un canal de signal audio, le débit sera de :
8000 échantillons/s x 8 bits/échantillon = 64 kbit/s
Par conséquent, le T1 est formé de 24 canaux de signaux audios 
Alors, 24 canaux x 64 kbit/s = 1 536 kbit/s
Il y a 1 bit de trame réservé à la gestion et à la synchronisation toutes les 125 µs.
Donc, pour arriver à une seconde, il faut faire 8000 fois 125 µs.
Il faut ajouter au total 8000 bits de gestion et de synchronisation.
1 536 kbit/s + 8 000 bit/s = 1 544 kbit/s
{\displaystyle \left(8\,{\frac {\mathrm {bits} }{\mathrm {channel} }}\times 24\,{\frac {\mathrm {channels} }{\mathrm {frame} }}+1\,{\frac {\mathrm {framing\ bit} }{\mathrm {frame} }}\right)\times 8000\,{\frac {\mathrm {frames} }{\mathrm {second} }}=1544000\,{\frac {\mathrm {bits} }{\mathrm {second} }}=1.544\,{\frac {\mathrm {Mbit} }{\mathrm {second} }}.}